# Hôtel Brou de Laurière
L’hôtel Brou de Laurière est un hôtel particulier français implanté à Périgueux dans le département de la Dordogne, en région Nouvelle-Aquitaine.
Il fait l'objet d’une protection au titre des monuments historiques.

## Localisation
L'hôtel Brou de Laurière se situe en Périgord blanc, au centre du département de la Dordogne, en périphérie du secteur sauvegardé de Périgueux, au bas de l'avenue Georges-Pompidou. 

## Histoire
L'hôtel Brou de Laurière, remarquable hôtel particulier de Périgueux, a été édifié par le médecin Marie Antoine Paulin de Brou de Laurière à partir de 1911,, au bas de la route de Paris (aujourd’hui 7, avenue Georges Pompidou), sur les plans d’un architecte bordelais : Albert Touzin (1852-1917),. C’est un entrepreneur originaire de Cendrieux mais installé à Périgueux, Paul Peloux, qui se chargea de sa construction. Cet hôtel est aujourd’hui la propriété de la fondation Brou de Laurière, depuis le décès en 2010 de Patrick de Brou de Laurière. Témoin privilégié de l’art architectural du début du XXe siècle, l’hôtel (« il présente un intérêt d’art et d’histoire suffisant pour en rendre désirable la conservation en raison de la qualité exceptionnelle de son architecture, ses décors néo-classiques ainsi que de son mobilier intégré, portant témoignage intact d’une demeure aristocratique du début du XXe siècle »[réf. nécessaire]), ainsi que le parc et les dépendances, sont inscrits au titre des monuments historiques depuis le 4 juillet 2006.

## Galerie

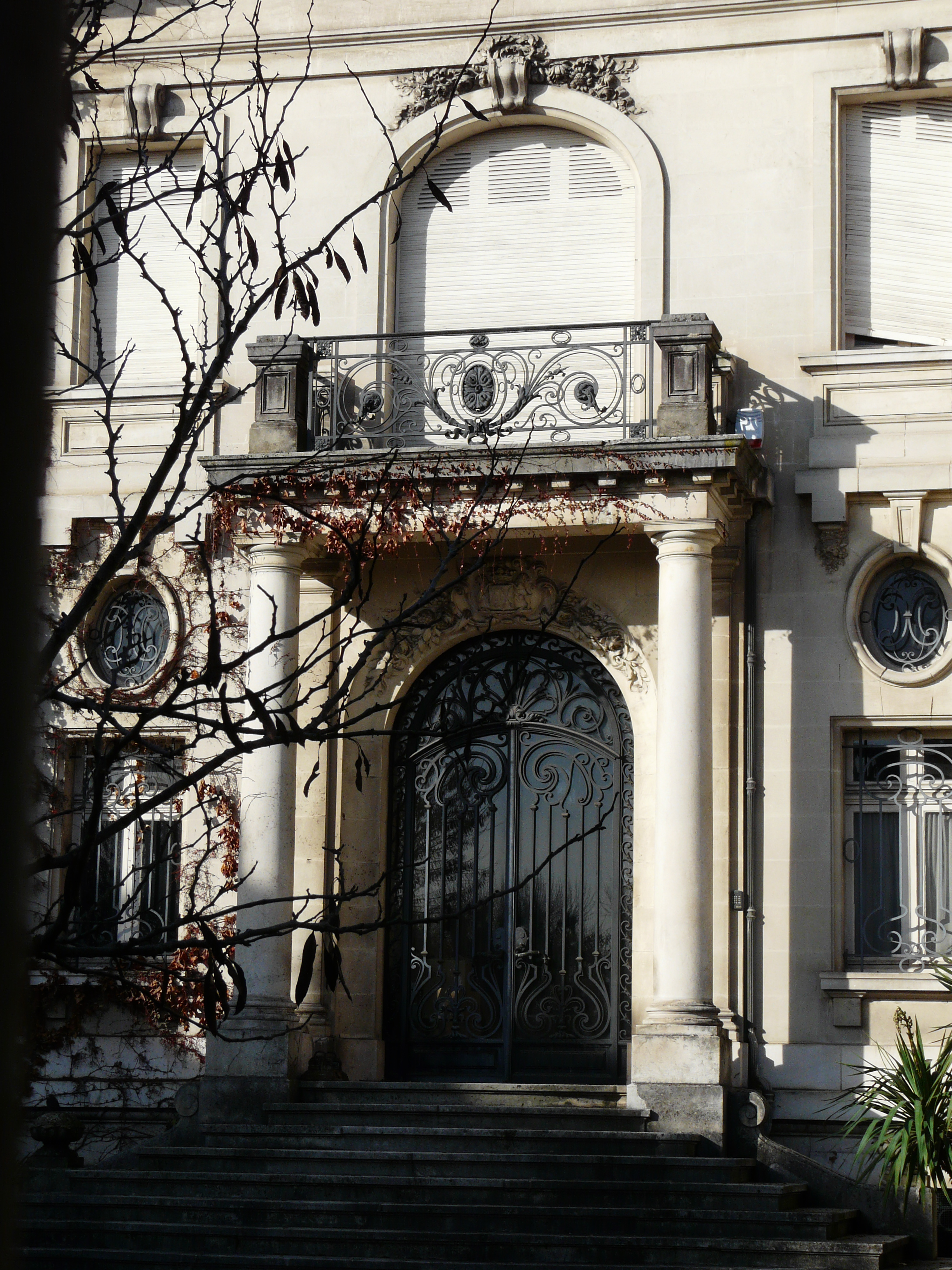
L'entrée.
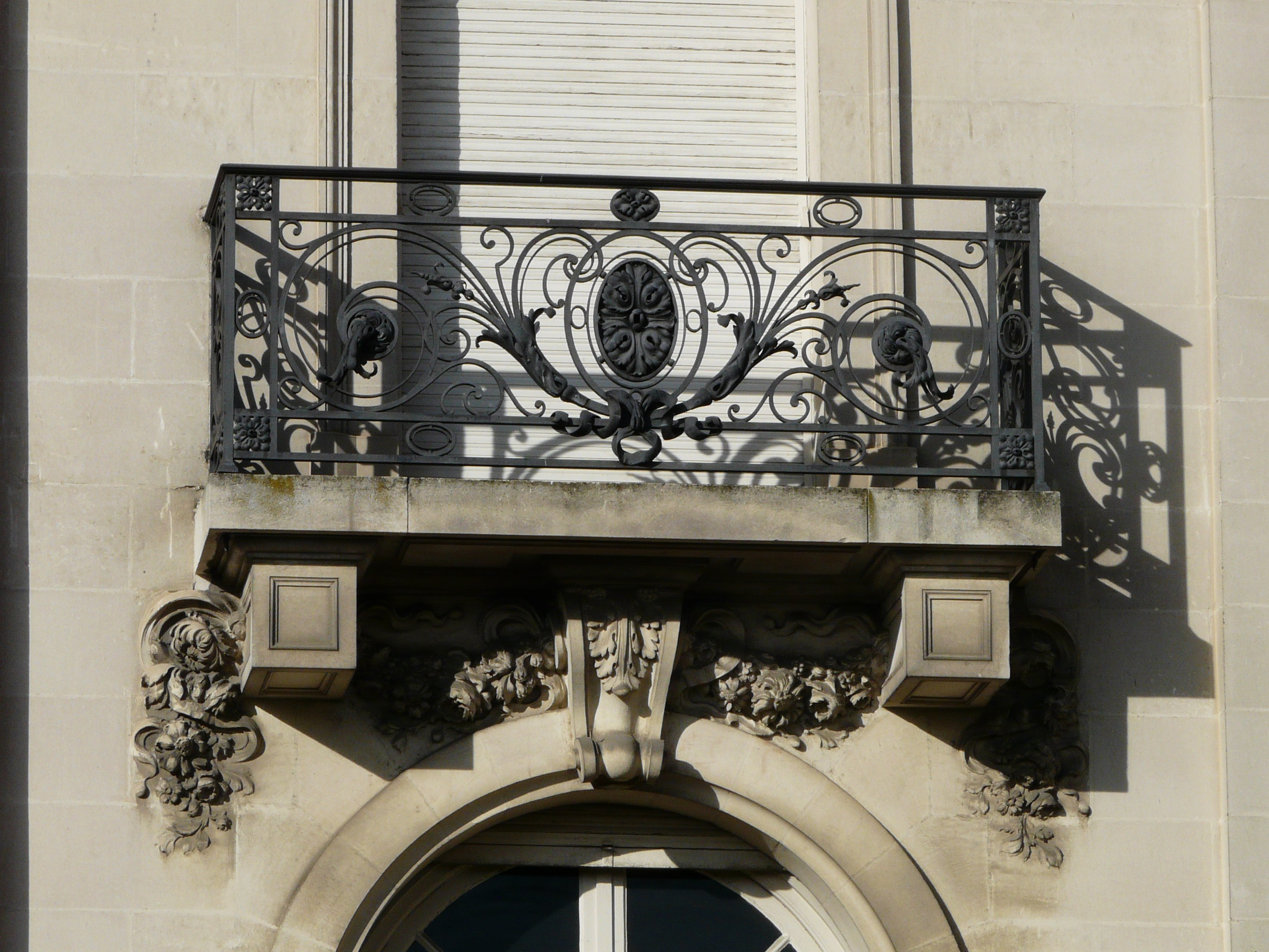
Le balcon d'une porte-fenêtre.
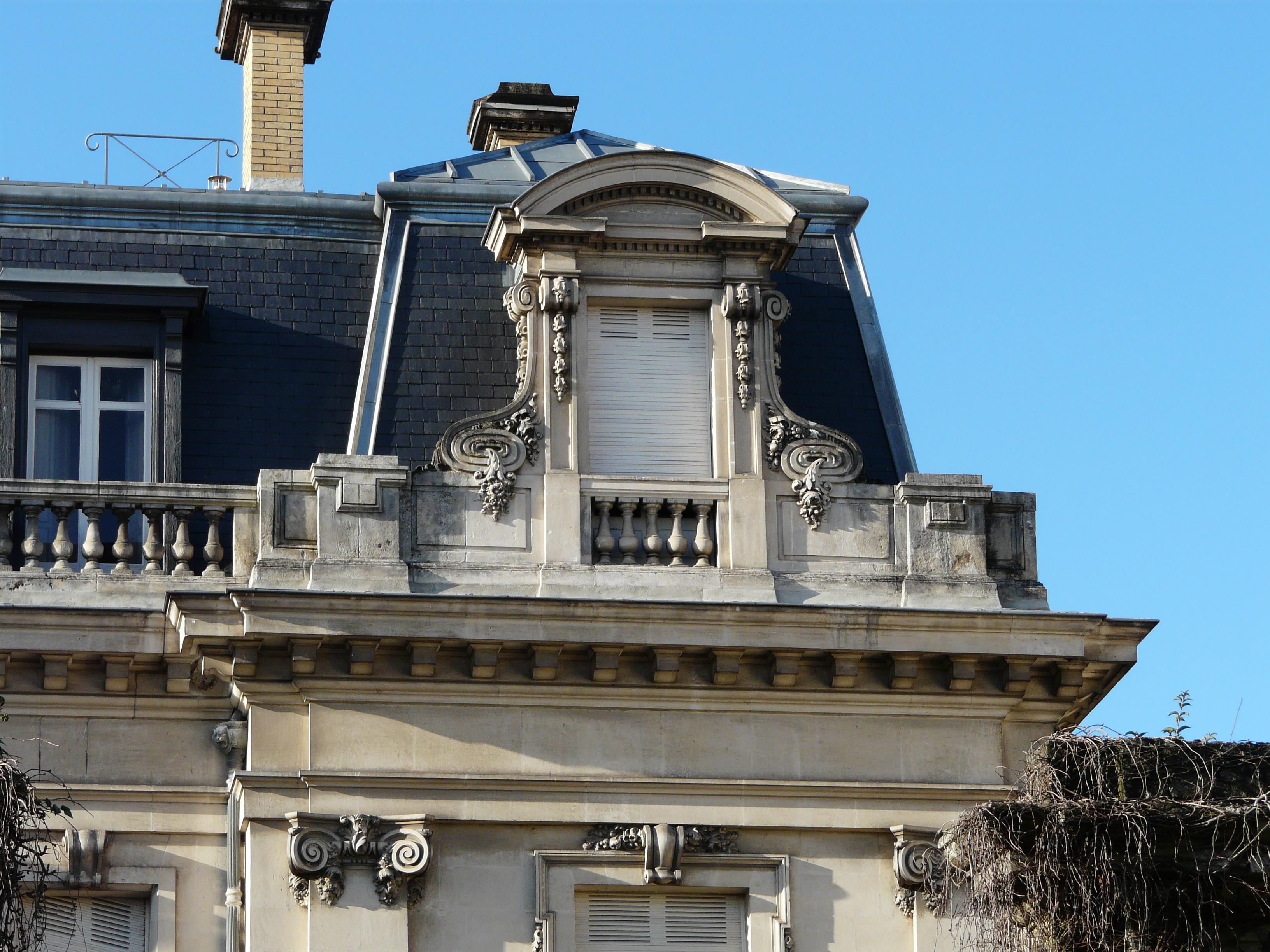
Une lucarne.